# جنجال‌های پیرامون محمود احمدی‌نژاد

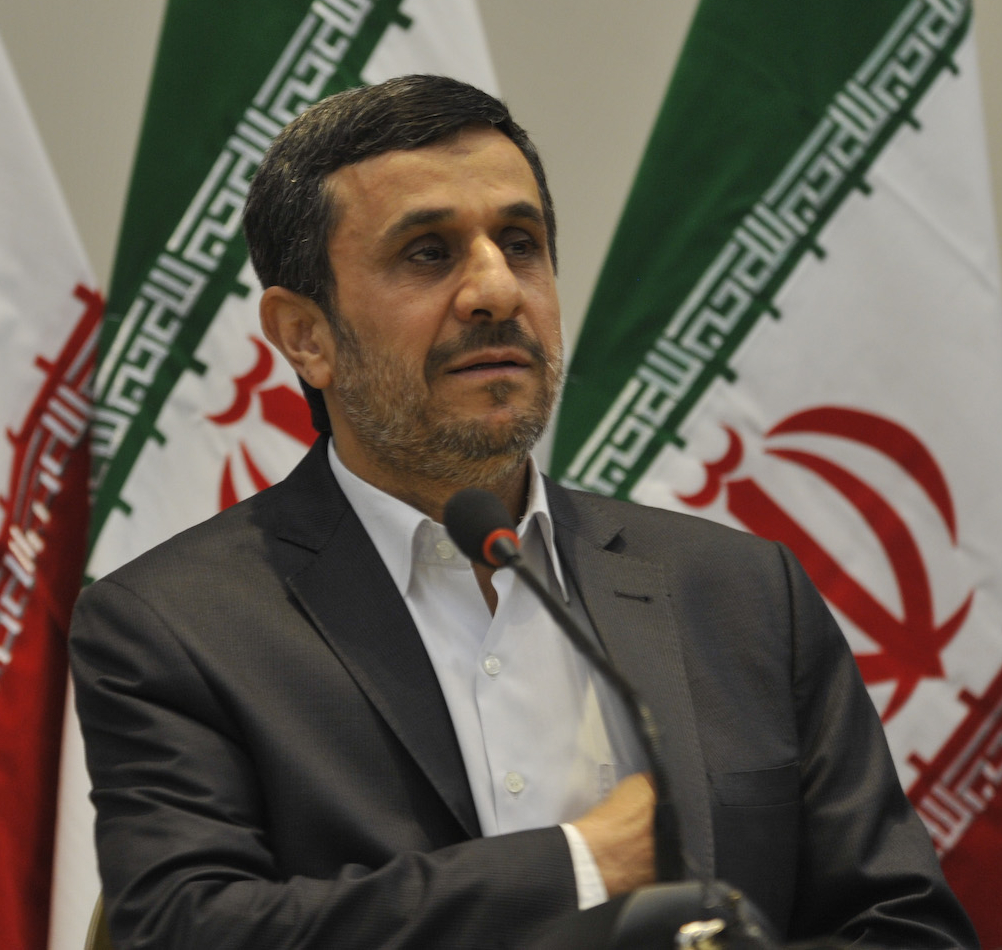
محمود احمدی‌نژاد

این نوشتار به بررسی جنجال‌های پیرامون محمود احمدی‌نژاد در دوران ریاست جمهوری نهم و دهم می‌پردازد.

## چالش با جهان بینی و ایدئولوژی و سیاسی نظام اسلامی ایران

### مسائل مربوط به بانوان

#### ورود بانوان به استادیوم‌های ورزشی
محمود احمدی‌نژاد در اردیبهشت ۱۳۸۵، (کمتر از ۱سال پس از رسیدن به قدرت)، به محمد علی‌آبادی (رئیس سازمان تربیت بدنی وقت) دستور داد که مقدمات حضور بانوان تماشاچی را در مسابقه‌های فوتبال فراهم کند. این دستور موجی از انتقاد را میان روحانیون سنتی و محافظه‌کاران حاکم برانگیخت، تا جایی که چند مرجع تقلید را هم به واکنش واداشت. احمدی‌نژاد حدود دو هفته به مخالفت‌ها واکنشی نشان نداد و تصمیمش را عوض نکرد اما سرانجام رهبر انقلاب، در این ماجرا میانجی‌گری کرد و به دولت دستور داد که نظر مراجع تقلید را محترم بشمارد.

#### انتقاد از حجاب چادر در روزنامه ایران
- همچنین ببینید:روزنامه ایران

مأموران امنیتی دادستانی تهران در ۳۰ آبان ۱۳۹۰ به ساختمان روزنامه ایران یورش برده و علی‌اکبر جوانفکر و برخی از خبرنگاران را بازداشت کردند که با مقاومت برخی کارکنان روزنامه ایران روبرو شد که پس از شلیک گاز اشک‌آور توسط مأموران آتش روشن کرده‌بودند. سرانجام مصیب نعیمی مدیر مسئول روزنامه الوفاق و ۳۹ تن از خبرنگاران و کارکنان روزنامه ایران بازداشت شدند. عبدالرضا سلطانی، خبرنگار سیاسی ایرنا که جهت پوشش خبری در دفتر روزنامه ایران حضور پیدا کرده بود، مورد ضرب و شتم مأموران قرار گرفت و وضعیت وی وخیم گزارش شد. همه کامپیوترها و مدارک روزنامه ایران نیز توقیف شد. این حمله در پی انتشار ویژه‌نامه‌ای با عنوان «خاتون» دربارهٔ حجاب اتفاق افتاد. علی اکبر جوانفکر، مدیر مؤسسه مطبوعاتی ایران که ناشر این ویژه‌نامه بود، به دلیل انتشار این ویژه‌نامه یک سال حبس محکوم شده بود. کارمندان روزنامه ایران در برابر مأموران مقاومت کردند و پس از شلیک گاز اشک‌آور توسط مأموران آتش روشن کردند. پرونده ویژه‌نامه خاتون سرانجام به محکومیت علی اکبر جوانفکر و حبس او در زندان اوین انجامید.
این حمله در پی انتشار ویژه‌نامه‌ای با عنوان «خاتون» دربارهٔ حجاب اتفاق افتاد.
سرانجام علی‌اکبر جوانفکر، به دلیل چاپ مطالب خلاف موازین اسلامی و توهین به حجاب اسلامی در ویژه نامه خاتون به ۶ ماه و انتشار تصاویر خلاف عفت عمومی به ۶ ماه دیگر و در مجموع به یک سال زندان و همچنین سه سال محرومیت از فعالیت‌های مطبوعاتی محکوم شد.

### سیاست‌های خارجی

#### دوستی ایران با مردم اسراییل
اسفندیار رحیم مشایی، رئیس وقت سازمان میراث فرهنگی، در تیر ۱۳۸۷ در اظهارنظری بی‌سابقه از یک مقام جمهوری اسلامی گفت: "ایران امروز با مردم آمریکا و اسرائیل دوست است و هیچ ملتی در دنیا دشمن ما نیست. در پی این ماجرا ۲۰۰ تن از نمایندگان مجلس شورای اسلامی، با امضای بیانیه‌ای خواستار برخورد جدی با وی شدند. پس از انتشار این بیانیه، وی در ۲۴ مرداد ۱۳۸۷ طیّ نامه‌ای به حداد عادل، رئیس کمیسیون فرهنگی مجلس شورای اسلامی واژهٔ اسرائیل در جهان امروز را منفورترین واژه‌ای دانست که مترادف نژادپرستی، خیانت، خشونت، مکر و فریب است. با وجود اعتراضات فراوان محافظه‌کاران و مقام‌های بلندپایه جمهوری اسلامی، محمود احمدی‌نژاد با حمایت از مشایی گفت که موضع مشایی موضع دولت است وی همچنین گفت: «ما دلسوز همه بشریت حتی مردم آمریکا و بدبخت‌هایی که با سراب واهی به سرزمین‌های اشغالی روانه شده‌اند، هستیم.» سرانجام پس از یک ماه و فروکش نکردن جنجال دوستی با مردم اسرائیل، سید علی خامنه‌ای، رهبر جمهوری اسلامی، در نماز جمعه تهران گفت: صحبت از دوستی با مردم اسرائیل «حرف درستی نیست» و «این موضع دولت جمهوری اسلامی هم نیست.»«حضور مشایی در کمیسیون امنیت ملی». بایگانی‌شده از اصلی در ۶ سپتامبر ۲۰۰۸. دریافت‌شده در ۳ سپتامبر ۲۰۰۸.

#### شکایت اسرائیل
اسفندیار رحیم مشایی از افراد بسیار نزدیک به محمود احمدی‌نژاد در جلسه‌ای در شهر مکه خواستار نابودی اسرائیل می‌شود. در پی این اظهارات اسرائیل، شکایت نامه‌ای را علیه «اسفندیار رحیم مشایی» معاون رئیس‌جمهوری ایران و رئیس سازمان میراث فرهنگی و گردشگری به بان کی مون دبیرکل وقت سازمان ملل و شورای امنیت ارسال کرده است.

### مذاکره با آمریکا
محمود احمدی‌نژاد در مهر ماه ۱۳۹۱ در کنفرانس مطبوعاتی‌اش در نیویورک گفت که ایران آماده مذاکره با مقامات ایالات متحده آمریکا است چندی پس از آن علی‌اکبر صالحی، وزیر خارجه وقت دولت ایران گفت که «در موارد خاص و به‌طور موضوعی» مذاکراتی با آمریکا انجام شده است و «منعی برای تکرار آن وجود ندارد.»
پس از این اظهارات نماینده رهبر در سپاه پاسداران واکنش تندی نشان داد و روزنامه کیهان هم هشدار داد که برخی می‌خواهند سید علی خامنه‌ای را برای برقراری رابطه با آمریکا تحت فشار بگذارند و به او «جام زهر بنوشانند.»
سرانجام خامنه‌ای در ۱۹ بهمن ۱۳۹۱ صراحتاً گفت: «عده‌ای از روی ساده‌لوحی یا غرض از پیشنهاد مذاکره آمریکا خوشحال می‌شوند؛ مذاکره مشکلی را حل نمی‌کند.»

### مکتب ایرانی
این اصطلاحی است که در همایش ایرانیان مقیم خارج از کشور (اوایل مرداد ۱۳۸۹) توسط اسفندیار رحیم‌مشایی بکار رفت و با واکنش‌های متفاوتی در داخل ایران روبرو شد. محمود احمدی‌نژاد این گفته را حمایت کرد. از مخالفین سرشناس این قول احمد توکلی، علی مطهری، حداد عادل از نمایندگان مجلس و داوود احمدی‌نژاد، حبیب‌الله عسگراولادی، سرلشکر فیروزآبادی و مصباح یزدی را می‌توان نام برد.

## چالش با اشخاص و خانواده‌های ذی‌نفوذ در حکومت ایران

### خانواده هاشمی‌رفسنجانی و خانواده ناطق نوری
محمود احمدی‌نژاد در ۱۳خرداد ۱۳۸۸ در جریان مناظره انتخاباتی با میرحسین موسوی به چهره‌های برجسته و پرسابقه جمهوری اسلامی ایران دست زد و عملاً مقام‌های ارشد حکومت ایران را به فساد متهم کرد. این حمله، آن هم در یک برنامه تلویزیونی زنده پربیننده و از زبان رئیس‌جمهور ایران، انتقادهای بسیاری را متوجه محمود احمدی‌نژاد کرد.
اکبر هاشمی رفسنجانی، رئیس مجمع تشخیص مصلحت هم که احمدی‌نژاد در آن مناظره او را «صحنه‌گردان اصلی» خوانده بود، در نامه‌ای به سید علی خامنه‌ای رهبر ایران نوشت: «اظهارات عاری از حقیقت و غیرمسئولانه» محمود احمدی‌نژاد «خاطرات تلخ اظهارات و اقدامات منافقان و گروهک‌های ضدانقلاب در سال‌های اول بعد از انقلاب» را برای او زنده کرده است.
با وجود اینکه پس از اعلام نتایج انتخابات در سال ۱۳۸۸ ناآرامی‌های شدیدی در ایران روی داد، این اظهارات احمدی‌نژاد در سایه ناآرامی‌ها قرار نگرفت و حتی رهبر ایران هم در نماز جمعه پراهمیتی که یک هفته پس از انتخابات برگزار شد از حمله احمدی‌نژاد به اکبر هاشمی رفسنجانی و اکبر ناطق نوری انتقاد کرد.

### علی لاریجانی و صادق لاریجانی
سعید مرتضوی در اسفند ۱۳۹۰ با حکم محمود احمدی‌نژاد به ریاست سازمان تأمین اجتماعی منصوب شد. در حالی این انتصاب رخ داد که در زمان کشته شدن تعدادی از معترضان به نتایج اعلام‌شده انتخابات ریاست‌جمهوری در بازداشتگاه کهریزک مرتضوی دادستان تهران بود و در این زمینه پرونده‌ای علیه او به جریان افتاده بود. به همین دلیل این انتصاب انتقادهای را متوجه دولت وقت ایران کرد.
سرانجام مجلس ایران در ۱۵ بهمن ۱۳۹۱ با استیضاح عبدالرضا شیخ‌الاسلامی، وزیر تعاون، کار و رفاه اجتماعی به دلیل تن ندادن به حکم دیوان عدالت اداری، او را از کار برکنار کرد. در این جلسهٔ استیضاح احمدی‌نژاد با پخش نواری به افشاگری بی‌سابقه‌ای علیه علی و صادق لاریجانی، رؤسای مجلس و قوه قضاییه پرداخت. در این نوار فاضل لاریجانی، برادر رؤسای مجلس و قوه قضاییه، در مکالمه با سعید مرتضوی می‌گفت که می‌تواند از نفوذ برادران خود برای کسب منافع اقتصادی استفاده کند. این افشاگری احمدی‌نژاد واکنش‌ها و انتقادهایی را از جانب علی لاریجانی و اصولگرایان و حتی اصلاح‌طلبان به دنبال داشت و فردای آن هم سعید مرتضوی بازداشت شد. جنجال بی‌سابقه‌ای که این ماجرا به راه انداخت سید علی خامنه‌ای را به مداخله واداشت. رهبر ایران، با لحنی بی‌سابقه گفت اقدام رئیس‌جمهور در مجلس خلاف شرع، قانون و اخلاق بود. او البته گفت که اصل استیضاح وزیر کار هم بی‌فایده بوده است.

### درگیری‌ها با سیدعلی خامنه‌ای

#### پیش‌بینی حیات وطول عمرعلی خامنه‌ای
عبدالنبی نمازی، عضو مجلس خبرگان رهبری، نماینده ولی فقیه و امام جمعه کاشان در خرداد ماه ۱۳۹۰ اعلام کرد، مشایی به برخی از اطرافیانش گفته است که علی خامنه‌ای و احمد جنتی تا سال‌های دیگر نخواهند بود که بتوانند از کاندیدا شدن وی برای ریاست جمهوری جلوگیری کنند.
نمازی همچنین گفت عزیز جعفری، فرمانده سپاه از رهبر جمهوری اسلامی، خواسته است تا اسفندیار رحیم مشایی را بازداشت کند، اما رهبر خواستار بازداشت نیروهای «عملیاتی» جریان «انحرافی» شده است. وی که در حاشیه درس خارج فقه «انحرافات و جریانات اخیر کشور» صحبت می‌کرد گفته است: «رئیس دفتر رئیس‌جمهور مراکز قدرت نظام را در اختیار خودش گرفته» است. او هم چنین به نقل از مشایی گفت: فکر نمی‌کردیم رهبری این قدر قاطع و محکم بایستد.

#### معاون اولی اسفندیار رحیم‌مشایی
محمود احمدی‌نژاد با آغاز دور دوم ریاست‌جمهوری خود در تابستان ۱۳۸۸ اسفندیار رحیم مشایی را به عنوان معاون اولش برگزید. این تصمیم انتقادهای شدید محافظه‌کاران را برانگیخت و از جمله روزنامه کیهان، (نزدیک به رهبر ایران)، این اقدام رئیس‌جمهور را «دهن‌کجی به بزرگان» خواند. سرانجام پس از بیش از یک هفته متن دستور سید علی خامنه‌ای به احمدی‌نژاد مبنی بر برکناری مشایی منتشر شد. سید علی خامنه‌ای در نامه خود انتصاب مشایی را «کان لم یکن» خوانده بود. پس از انتشار نامه روشن شد که رهبر ایران این دستور را دو روز بعد از انتصاب مشایی به رئیس‌جمهور ابلاغ کرده بود، اما محمود احمدی‌نژاد یک هفته از پذیرش آن خودداری کرده و پس از علنی شدنش ناگزیر به اجرایش شده بود.

#### قهر ۱۱ روزه
غیبت یازده روزه محمود احمدی‌نژاد در پی استعفای حیدر مصلحی وزیر اطلاعات وقت در ۲۸ فروردین ۱۳۹۰، پذیرش استعفاء توسط محمود احمدی‌نژاد و مخالفت رهبر ایران با کنار رفتن حیدر مصلحی و پس از آن توصیهٔ سید علی خامنه‌ای به وزیر اطلاعات برای باقی‌ماندن در جایگاه خود انجام گرفت. با گذشت مدتی، رسانه‌ها از عدم شرکت رئیس‌جمهور در جلسات کابینه و هم‌چنین سایر برنامه‌هایش خبر دادند که ناظران آن را نشانهٔ اعتراض احمدی‌نژاد به سید علی خامنه‌ای، اختلاف بین این دو نفر و رقابت دو کانون تصمیم‌گیری در حاکمیت جمهوری اسلامی دانستند. این غیبت که یازده روز به طول انجامید با دیدار چهره‌های مختلف با محمود احمدی‌نژاد و هم‌چنین دیدار وی با سید علی خامنه‌ای همراه بود. سرانجام حیدر مصلحی با حکم سید علی خامنه‌ای در سمتش باقی‌ماند و در پی اوج‌گیری حملات عده‌ای از محافظه‌کاران علیه احمدی‌نژاد، او در جلسهٔ هیئت دولت شرکت کرد.
به‌گفتهٔ محمدرضا باهنر نایب‌رئیس وقت مجلس، در این ماجرا احمدی‌نژاد قصد استعفا داشت اما در نهایت به این نتیجه رسید که بهتر است به کار خود ادامه دهد. اگرچه محمود احمدی‌نژاد سرانجام به سر کار خود بازگشت و به ادامه وزارت حیدر مصلحی تن داد، اما قهر و خانه‌نشینی یازده روزه او شکافی ترمیم‌ناپذیر میان او و بخشی از هواداران محافظه‌کارش انداخت.
استعفای مصلحی: خبرگزاری‌های داخلی ایران روز یکشنبه ۲۸ فروردین ۱۳۹۰، خبر استعفای حیدر مصلحی از سمت وزارت اطلاعات جمهوری اسلامی ایران را همراه با متن موافقت محمود احمدی‌نژاد با استعفای مصلحی و نیز حکم انتصاب او به عنوان مشاور امور اطلاعاتی انعکاس دادند.
این استعفا و موافقت رئیس‌جمهور با آن مورد مخالفت رسمی سید علی خامنه‌ای قرار گرفت. هر چند تا چند روز بعد که این مخالفت با ارسال نامه‌ای از سوی وی به حیدر مصلحی رسماً اعلام شد، ابهاماتی در مورد آن وجود داشت. خبرگزاری رسمی دولت ایران بعد از تأخیری قابل توجه در اعلام این مخالفت و ابقای حیدر مصلحی، سرانجام پذیرفت که رهبر جمهوری اسلامی با این کناره‌گیری مخالفت کرده است. این در حالی بود که در پی انتشار خبر شب گذشته خبرگزاری‌های فارس، مهر و ایسنا در مورد مخالفت رهبر جمهوری اسلامی با کناره‌گیری حیدر مصلحی از وزارت اطلاعات، ایرنا در ساعات اولیه روز ۲۹ فروردین انتشار این خبر را یک «سناریو» علیه دولت محمود احمدی‌نژاد دانسته بود.

## ادعاهای ماورایی

### هاله نور
احمدی‌نژاد پس از اولین دیدار از نیویورک و شرکت در اجلاس عمومی سازمان ملل و در سفر بعدی خود به قم بر اساس فیلم‌ها و اخبار پخش شده در حضور جوادی آملی سخن از «هالهٔ نوری» می‌گفت که در مدت سخنرانی دور او را گرفته بود.
 ما به نیویورک که رفته بودیم، قبل از آن‌که برویم خیلی جوسازی بود، تهدید کرده بودند که اگر بیای، دستگیرت می‌کنیم. گفتم: من می‌آیم. گفتند: پس امنیت را برقرار نمی‌کنیم. گفتم: پس حتماً آنجا خبری هست که مخالفت می‌کنند. من می‌آیم. خدمت آقا هم عرض کردم، همین را فرمودند، گفتند: حتماً باید این سفر انجام شود، خودشان آنقدر علیه ما تبلیغ کرده بودند که همه گوش‌ها و چشم‌ها را به سمت ما متوجه کرده بودند که این هیئت کی هست.

وقتی در خیابان‌ها راه می‌رفتیم، به هر ساختمانی می‌رفتیم، همه توجهات به سمت هیئت ایرانی بود، کأنه هیچ‌کس دیگری نبود. من روز آخری که سخنرانی کردم، تقریباً همه سران بودند یکی از همان جمع به من گفت: «وقتی تو شروع کردی «بسم‌الله..» و «اللهم» را گفتی، من دیدم یک نوری آمد، تو را احاطه کرد و تو رفتی در یک حصن و حصاری… تا آخر»؛ من خودم هم اینو احساس کردم که فضا یک دفعه عوض شد و همه حدود بیست‌وهفت، هشت دقیقه تمام، این سران مژه نزدند. این‌که می‌گم مژه نزدند، غلو نمی‌کنم. اغراق نیست، چون نگاه می‌کردم، همه سران مبهوت مانده بودند. انگار یک دستی همه آنان را گرفته بود، آنجا نشانده بود. چشم‌ها و گوش‌هایشان را باز کرده بود که ببینند از جمهوری اسلامی پیام چیست.

#### تکذیب
علی‌رغم اینکه از این جلسه فیلمبرداری شد و فیلم آن در دسترس عموم قرار گرفت، احمدی‌نژاد و دفتر رئیس‌جمهور آن را تکذیب کرد و غلامحسین الهام، رئیس دفتر وی که خود نیز در جلسه حضور داشت، اعلام کرد که چنین چیزی نشنیده و هاله نور و مسائلی شبیه به این ساختگی و تروکاژ سینمایی است.
به دنبال انکار این موضوع توسط محمود احمدی‌نژاد در مناظره با مهدی کروبی، دفتر جوادی آملی، سخنان کروبی در مناظره با احمدی‌نژاد در خصوص ادعای احمدی‌نژاد مبنی بر هالهٔ نور را تأیید کرد. همچنین حجت‌الاسلام محمد تقی سبحانی، نیز که از حاضران جلسه بود، این ماجرا را تأیید کرد.
این درحالی بود که برخی دیگر از مدافعان، مانند سایت رجانیوز، فیلم را ساختگی ندانسته و مدعی شدند که «چنین تجربیات معنوی و عرفانی ای در طول زندگی هر شخصی ممکن است روی دهد.»

### ارتباط با امام زمان
دو روز بعد از این که قهر یازده روزه محمود احمدی‌نژاد پایان گرفت و او به ریاست‌جمهوری بازگشت، گروهی از نزدیکانش بازداشت شدند.
عباس امیری‌فر (امام جماعت مسجد نهاد ریاست جمهوری و مشاور فرهنگی نهاد ریاست جمهوری در دولت دهم جمهوری اسلامی ایران) عباس غفاری و علی یعقوبی از نزدیکان اسفندیار رحیم‌مشایی که گفته می‌شد قدرت‌های ماوراءالطبیعه دارند و می‌توانند با «اجنه» ارتباط برقرار کنند از افرادی بودند که در این موج، بازداشت شدند.
در آن مقطع فیلمی با عنوان «ظهور نزدیک است» به‌طور گسترده در ایران پخش شده بود که با ارجاع به برخی متون مذهبی، جمهوری اسلامی و دولت محمود احمدی‌نژاد را به عنوان زمینه‌ساز ظهور امام دوازدهم شیعیان معرفی می‌کرد. قبل از این نیز دیدگاه‌های احمدی‌نژاد و مشایی دربارهٔ امام زمان، آخرالزمان و ارتباط با غیب انتقادبرانگیز شده بود. محمود احمدی‌نژاد در این مقطع نیز همانند اوقات دیگری که نزدیکانش تحت فشار قرار می‌گرفتند به دفاع از مشایی و نزدیکانش پرداخت.
در این رابطه اسماعیل احمدی مقدم، فرماندهٔ وقت نیروی انتظامی ایران گفت: «کسانی که هشت سال خود را مرتبط با امام زمان می‌دانند و مدعی هستند حکمشان را از وی می‌گیرند، ولایت فقیه را فراموش کرده و سلفی می‌باشد و خونش مباح است. این افراد که ۸ سال است در سیستم اجرایی مملکت حاضر هستند، اعضای فرقه انحرافی را تشکی می‌دهند.»

### مستند ظهور بسیار نزدیک است
ظهور بسیار نزدیک است نیز ظهور نزدیک است نام فیلم مستندی دربارهٔ امام زمان و آخرالزمان محصول آذر و دی ماه سال ۱۳۸۹ که اواخر سال ۱۳۸۹ در ایران به‌طور گسترده و رایگان تکثیر شد و باعث انتقادات فراوانی از سوی سیاستمداران و روحانیون شد.

#### واکنش‌ها به این مستند
مرکز تخصصی مهدویت حوزه علمیه قم با انتشار بیانیه‌ای این مستند را مردود و فاقد اعتبار دانست.
- سیدعلی خامنه‌ای:[۴۶] در طول تاریخ مدعیانی بودند؛ بعضی از مدعیان هم یک علامتی را بر خودشان یا بر یک کسی تطبیق کردند؛ همهٔ اینها غلط است. بعضی از این چیزهائی که راجع به علائم ظهور هست، قطعی نیست؛ چیزهائی است که در روایات معتبرِ قابل استناد هم نیامده است؛ روایات ضعیف است، نمی‌شود به آن‌ها استناد کرد. آن مواردی هم که قابل استناد هست، اینجور نیست که بشود راحت تطبیق کرد.. .. اینها غلط است، اینها کارهای منحرف‌کننده است، کارهای غلط‌انداز است. وقتی انحراف و غلط به وجود آمد، آن وقت حقیقت، مهجور خواهد شد، مشتبه خواهد شد، وسیلهٔ گمراهی اذهان مردم فراهم خواهد شد؛ لذا از کارِ عوامانه، از تسلیم شدن در مقابل شایعات عامیانه بایستی بشدت پرهیز کرد. کارِ عالمانه، قوی، متکی به مدرک و سند، که البته کار اهل فنِ این کار است، این هم کار هر کسی نیست، باید اهل فن باشد، اهل حدیث باشد، اهل رجال باشد، سند را بشناسد، اهل تفکر فلسفی باشد؛ بداند، حقایقی را بشناسد، آن وقت می‌تواند در این زمینه وارد میدان شود و کار تحقیقاتی انجام دهد
- سید علی سیستانی: توقیت‌ها و تطبیق‌ها برای نزدیک بودن ظهور حضرت حجت بسیار نگرانکننده است و این مطالب عقاید مردم را هدف گرفته و باعث تضعیف اعتقادات جامعه می‌شود… چنین جریاناتی نباید در کشوری همانند ایران شکل بگیرد، یک روز شعیب بن صالح را به یک فرد و بار دیگر به فرد دیگری تطبیق می‌کنند است، این مسائل نگران‌کننده است.[۴۷]
- آقا تهرانی، از قول احمدی‌نژاد با تعجب!!!: چرا این حرفها را می‌زنید و چه کسی گفته است من همان فرد (شعیب بن صالح) هستم.[۴۸]
- محمد ناصری:بسمه تعالی

انتساب تأیید لوح فشرده ظهور بسیار نزدیک است را به اینجانب تکذیب نموده و مطالب مندرج در آن را از جهاتی خلاف واقع می‌دانم.

## چالش با نهادهای ذی‌نفوذ در حاکمیت ایران

### مجلس
محمود احمدی‌نژاد در ۲۴ اسفند ۱۳۹۰ برای پاسخ‌گویی به سؤال نمایندگان به مجلس رفت. این نخستین بار بود که در اجرای طرح سؤال، یک رئیس‌جمهور به مجلس کشیده می‌شد. او با حضور در مجلس به کنایه و شوخی پرداخت و پاسخ‌های جنجال‌برانگیزی داد که انتقاد شدید نمایندگان مجلس و علی لاریجانی را به دنبال داشت. به‌طوری‌که علی لاریجانی ریاست وقت مجلس شورای اسلامی نحوه برخورد احمدی‌نژاد را مناسب ندانست و گفت: «مجلس جای شوخی نیست، جای مسایل جدی و مهم است.»
لاریجانی در مورد این سخن آقای احمدی‌نژاد که طراح سؤال مدرک فوق لیسانس را با شصتی فشار دادن گرفته است، گفت: «این تعبیر، تعبیر غلطی است. این حرف‌ها جایگاهش مجلس نیست. نمایندگانی که در مجلس هستند، یا از حوزه علمیه فارغ‌التحصیل شدند که مدارک حوزوی دارند یا از دانشگاه‌ها فارغ‌التحصیل شده‌اند که مدرک دانشگاهی دارند.»
احمدی‌نژاد پیش از آن گفته بود دوره‌ای که در آن «مجلس در راس امور» بود گذشته است. چند ماه بعد طرح سؤال از رئیس‌جمهور یک بار دیگر در مجلس مطرح شد، اما برخی نمایندگان بیم آن را داشتند که احمدی‌نژاد دوباره به شیوه حضور قبلی خود به سؤال‌های نمایندگان پاسخ دهد. برخی پیشنهاد می‌کردند برای پرهیز از این احتمال، مسئله به قوه قضاییه برده شود. سرانجام مجلس با حکم حکومتی از سؤال دوباره از رئیس‌جمهور منصرف شد.

### سپاه

#### برادران قاچاقچی
برادران قاچاقچی اصطلاحی است که برای اولین بار توسط محمود احمدی‌نژاد برای توصیف قاچاقچیان وابسته به مراکز قدرت در جمهوری اسلامی ایران در تیرماه ۱۳۹۰ به‌کار رفت. محمود احمدی‌نژاد در «همایش تخصصی راهبردهای نوین در پیشگیری و مبارزه با قاچاق کالا و ارز» از کسانی صحبت کرد که به گفته وی، اسکله‌های خارج از کنترل گمرک در اختیار دارند و دست به جابجایی غیرقانونی و گسترده کالا می‌زنند. «اتصال شبکه‌های قاچاق به صاحبان قدرت و نفوذ» و «برادران قاچاقچی»، دو تعبیر جنجال‌آور احمدی‌نژاد در همایش علمی تخصصی «راهبردهای نوین پیشگیری و مبارزه با قاچاق کالا و ارز» بوده است. این سخنان احمدی‌نژاد واکنش فرماندهان سپاه پاسداران را به دنبال داشت. محمد علی جعفری فرمانده سپاه پاسداران این سخنان را یک موضوع انحرافی دانست. البته به این موضوع که چند اسکله در اختیار نظامیان هستند اعتراف کرد، لیکن مدعی شد که هیچ‌گونه کالای تجاری در این بنادر ردوبدل نمی‌شود. در پی این واکنش‌ها، سایت ریاست جمهوری، سخنان منتشر شده احمدی‌نژاد را تکذیب کرد. آمارها حکایت از آن دارد که بیش از ۸۰ اسکله غیرمجاز در سواحل ایران وجود دارد که سهم استان هرمزگان نزدیک به ۴۰ اسکله از کل این اسکله‌هاست. محمود احمدی‌نژاد خواستار بسته شدن تمام مرزهای غیرقانونی ایران شد.

#### مهندسی انتخابات
علی سعیدی، نماینده رهبر در سپاه پاسداران، در دی ماه ۱۳۹۱ گفت: «وظیفه ذاتی سپاه مهندسی معقول و منطقی انتخابات است.»
یک روز بعد محمود احمدی‌نژاد به این اظهارات واکنش نشان داد و گفت: «هرکس بخواهد مردم را مدیریت کند، مردم او را مدیریت می‌کنند.» او همچنین در اظهاراتش یادآوری کرده بود که در انتخابات «بزرگان» هم مثل بقیه شهروندان فقط یک رای دارند.
احمدی‌نژاد بار دیگر در سخنرانی ۲۲ بهمن ۱۳۹۱ مستقیماً سپاه پاسداران را هدف صحبت‌هایش قرار داد و گفت که «شنیده شده است کسانی می‌خواهند انتخابات را مدیریت و مهندسی کنند.» او هشدار داد: «کسی خود را جای مردم نپندارد و با کوته‌بینی تصور نکند که می‌تواند به جای مردم تصمیم بگیرد.»

### قوه قضاییه

#### بدهکاران بانکی
محمود احمدی‌نژاد در یک مصاحبه زنده تلویزیونی در اظهاراتی جنجالی عنوان کرد که ۳۰۰ نفر در ایران ۶۰ درصد منابع مالی را بلوکه کرده‌اند و دولت نیز از قوه قضاییه درخواست برخورد با آن‌ها را کرده ولی قوه قضاییه اقدامی انجام نداده است.
پس از این اظهارات صادق لاریجانی، رئیس قوه قضاییه و غلامحسین محسنی اژه‌ای، دادستان کل کشور گفتند دولت و بانک مرکزی از ارائه لیست بدهکاران بانکی به قوه قضاییه خودداری می‌کنند.
اما دولت دو نامه مختلف، متعلق به آذر ۱۳۸۹ و مرداد ۱۳۹۰ را منتشر کرد که می‌گفت «اسامی بدهکاران بزرگ بانکی و زمین‌خواران» به پیوست آن‌ها به قوه قضاییه داده شده بوده. چندی پس از آن دفتر محمود احمدی‌نژاد در اسفند ماه ۱۳۹۰ با صدور اطلاعیه‌ای قوه قضاییه را متهم به نداشتن انگیزه برخورد با بدهکاران بانکی کرد.

#### بازدید از زندان اوین
پس از آن که علی‌اکبر جوانفکر، مدیر مؤسسه مطبوعاتی ایران و مشاور رسانه‌ای رئیس‌جمهور برای تحمل محکومیتش راهی زندان اوین شد، در مهر ماه ۱۳۹۱ اعلام شد که محمود احمدی‌نژاد قصد بازدید از زندان اوین را دارد. اما مقام‌های قوه قضاییه این اجازه را به احمدی‌نژاد ندادند ولی رئیس‌جمهور وقت ایران همچنان بررفتن به زندان اوین اصرار کرد و گفت نگران نقض قانون اساسی در قوه قضاییه است.
پس از این اظهار نظر صادق لاریجانی هم در نامه‌ای به احمدی‌نژاد گفت قانون به تمامی در قوه قضاییه اجرا می‌شود صادق لاریجانی در تعبیری تند رفتار رئیس‌جمهور را به یک «سلطان غاصب» تشبیه کرد.
یک هفته بعد سید علی خامنه‌ای، ناگزیر به مداخله در این تنش میان رئیس‌جمهور و رئیس قوه قضاییه شد و در انتقادی بی‌سابقه گفت که علنی کردن اختلافات میان مقام‌های ارشد «خیانت به کشور» است.

## مدرک تقلبی وزیر دولت نهم
پس از بروز تردید در اعتبار دکترای علی کردان از دانشگاه آکسفورد علی لاریجانی دستور تحقیق در این زمینه را صادر کرد.
با وجود این که علی کردان بعدتر به جعلی بودن مدرک دکترای خود اعتراف کرده بود، محمود احمدی‌نژاد باز هم به شدت از او حمایت کرد و در برابر فشارها برای برکناری او ایستاد.
البته این کار سودی نداشت و سرانجام مجلس ایران در ۱۴ آبان ۱۳۸۷ با استیضاح علی کردان، وزیر کشور وقت، او را از کار برکنار کرد و به یک جنجال دامنه‌دار پایان داد.

## از حدنصاب افتادن کابینه
در ۴ مرداد ۱۳۸۸ و در شرایطی که تنها ۸ روز از عمر رسمی کابینه اول محمود احمدی‌نژاد باقی‌مانده بود، او غلامحسین محسنی اژه‌ای و محمدحسین صفارهرندی، وزرای وقت اطلاعات و ارشاد را برکنار کرد.
البته از آن جایی که برکناری صفارهرندی به معنی تغییر بیش از نیمی از اعضای کابینه بود و به تبع آن همه اعضای کابینه می‌بایست دوباره از مجلس رای اعتماد می‌گرفتند، صفارهرندی به صورت صوری در مقام وزارت باقی‌ماند تا چند روز پایانی کابینه نهم جمهوری اسلامی بی‌دردسر به پایان برسد.
محمود احمدی‌نژاد نزدیک یک ماه بعد از برکناری وزیر اطلاعات، ضرورت تحول در وزارت اطلاعات و چگونگی برخورد این وزارتخانه با اعتراضات پس از انتخابات را دلیل برکناری محسنی‌اژه‌ای عنوان کرد.
هرچند برخی از منتقدان احمدی‌نژاد می‌گفتند که دلیل این برکناری‌ها، مخالفت آن‌ها با انتصاب اسفندیار رحیم مشایی به معاون اولی و عدم پیروی کامل از رئیس‌جمهور بود.

## هدفمندی یارانه‌ها
محمود احمدی‌نژاد در ۲۸ آذر ۱۳۸۹ آغاز طرح «هدفمند کردن یارانه‌ها» را اعلام کرد. به موجب این طرح، که به تصویب مجلس ایران رسیده بود، دولت با پرداخت ماهانه وجه نقد به خانواده‌های ایرانی به حذف سوبسید کالاهای اساسی، همچون حامل‌های انرژی و مواد خوراکی دست زد.
هرچند که بیشتر نهادها و گروه‌ها در آغاز حذف سوبسیدها با دولت احمدی‌نژاد همراه بودند، به مرور با آثار تورمی آن انتقادها آغاز شد. در بهار ۱۳۹۱ قیمت مواد خوراکی به شدت در ایران دچار افزایش شد و به این ترتیب حمایت‌ها از اجرای این طرح به پایان رسید به‌طوری‌که مجلس با تصویب قانونی دولت را از اجرای مرحله دوم آن منع کرد. وضعیت اقتصاد ایران و مخالفت با حذف سوبسیدها به ترتیبی پیش رفت که سرانجام از اسفند ۱۳۹۱ با تصویب مجلس، «کوپن» به اقتصاد ایران بازگشته است.

## تحریم‌های ورق پاره
محمود احمدی‌نژاد مانند بیشتر مقام‌های جمهوری اسلامی تحریم‌ها را بی‌اهمیت تلقی کرده و آن‌ها را «کاغذپاره» خوانده بود. با این وجود آثار تحریم‌ها به مرور در اقتصاد ایران پیدا شد و ریال ایران در تابستان ۱۳۹۱ به ترتیبی بی‌سابقه ارزش خود را از دست داد و حتی خرید و فروش ارز برای مدتی غیرقانونی شد.
در این مقطع چهره‌ها و نهادهای مختلف انگشت اتهام را به سمت دولت گرفته و مدیریت اقتصادی ضعیف بانک مرکزی و دولت احمدی‌نژاد را دلیل سقوط ریال ایران عنوان کردند. اما محمود احمدی‌نژاد با دفاع شدید از عملکرد دولت خودش گفت «جنگ روانی تبلیغاتی در داخل» و «اقدامات عملی برخی در بازار» باعث افزایش بی‌سابقه قیمت ارز شده است. همچنین در حالی که اکثر مقام‌های حکومتی بر بی‌اثر بودن تحریم‌ها تأکید می‌کردند، احمدی‌نژاد گفت تحریم‌ها تا حدودی مؤثر هستند. بعدتر علی لاریجانی، رئیس وقت مجلس ایران گفت که مسئولان دولتی نباید «پشت تحریم‌ها پنهان شوند.»

## انتخابات نظام پزشکی
در بهمن ۱۳۹۱ محمود احمدی‌نژاد به به ردصلاحیت‌های صورت‌گرفته در انتخابات سازمان نظام پزشکی ایران اعتراض کرده و در نامه‌ای به وزیر کشور و سرپرست وزارت بهداشت گفت: «باید طبق قانون عمل شود و نظرات شخصی و گروهی و خارج از چارچوب‌های قانون دخالتی نداشته باشد.» در این انتخابات پزشکان منتسب به جریان اصلاح‌طلب با استناد به گزارش نهادهای امنیتی و نظامی احراز صلاحیت نشده بودند. این انتخابات در روز ۴ اسفند ۱۳۹۱ برگزار شد. اما محمود احمدی‌نژاد پس از برگزاری این انتخابات مجدداً تأکید کرد: «نظام پزشکی یک نهاد صنفی و متعلق به جامعه پزشکی و درمان کشور است و نباید نهادهایی که مسئول نیستند به ویژه نهادهای امنیتی در آن دخالت کنند. این بد است که اطلاعات سپاه پاسداران و اطلاعات غیرسپاه بیایند و دخالت کنند.» سرانجام این جنجال به اینجا ختم نشد و احمدی‌نژاد از ابلاغ حکم ریاست رئیس جدید سازمان نظام پزشکی خودداری کرد.

## شعار زنده باد بهار
محمود احمدی‌نژاد در ۲۲ بهمن ۱۳۹۱در سخنرانی خود در میدان آزادی به مناسبت سالگرد انقلاب ایران سبب انتقادهای بسیاری شد به گونه‌ای که یکی از نمایندگان مجلس احمدی‌نژاد را متهم به خیانت کرد و گفت: «سوءاستفاده از حضور گسترده مردم در چنین راهپیمایی‌هایی در واقع مصداق بارز خیانت به ملت و کشور است.» از جمله انتقاداتی که به محمود احمدی‌نژاد شد این بود که او سخنرانی خود را با تکرار سه‌بارهٔ عبارت زنده باد بهار به پایان برد. کاری که پیش‌تر در سازمان ملل هم کرده بود. در همان روزی که احمدی‌نژاد شعار «زنده باد بهار» را در میدان آزادی سر داد، عده‌ای در قم سخنرانی علی لاریجانی، رئیس مجلس را به هم زدند و با پرتاب اشیاء به وی حمله کردند. گفته می‌شد این افراد پوسترهایی با شعار «زنده باد بهار» در دست داشتند. با نزدیک شدن به انتخابات ریاست‌جمهوری ایران، محمود احمدی‌نژاد و اسفندیار رحیم مشایی به کرات از شعارهای «بهاری» استفاده کردند.

## جنجال‌های مرگ هوگو چاوز
محمود احمدی‌نژاد در پیامی که به مناسبت درگذشت هوگو چاوز از وی ستایش عجیبی نمود و گفت که چاوز به همراه امام دوازدهم شیعیان باز خواهد گشت. این سخنان انتقادهای مراجع تقلید ایران را در پی داشت. محمود احمدی‌نژاد سه روز بعد برای شرکت در مراسم خاکسپاری هوگو چاوز راهی کاراکاس شد.
دلداری او به مادر هوگو چاوز در این مراسم انتقادهای بیشتری را در ایران برانگیخت. از عکس‌ها و فیلم مراسم به نظر می‌رسید که احمدی‌نژاد النا چاوز را بغل کرده بود. تعابیر مذهبی موجود در پیام تسلیت احمدی‌نژاد به اعتراض‌های محافظه‌کاران هوادار سید علی خامنه‌ای منجر شد، محمد یزدی، روحانی محافظه‌کار عضو شورای نگهبان و رئیس پیشین قوه قضائیه ایران، از رفتار احمدی‌نژاد با عنوان «مسخره‌بازی» یاد کرد. لطف‌الله صافی گلپایگانی و ناصر مکارم شیرازی، دو مرجع تقلید شیعه، اعلام کردند در برابر آنچه احمدی‌نژاد در سوگ هوگو چاوز گفته و انجام داده «سکوت جایز نیست.»

## ثبت نام رحیم‌مشایی در انتخابات ریاست جمهوری یازدهم
احمدی‌نژاد در آخرین روز مهلت قانونی برای اعلام داوطلبی در انتخابات ریاست جمهوری یازدهم ایران به همراه اسفندیار رحیم مشایی به وزارت کشور رفت. احمدی‌نژاد در وزارت کشور اعلام کرد که «احمدی‌نژاد یعنی مشایی و مشایی یعنی احمدی‌نژاد.»
احمدی‌نژاد دربارهٔ این همراهی گفت که از هیئت دولت مرخصی گرفته و حضور او به هنگام نامزدی مشایی غیرقانونی نیست. از مدتی قبلتر، احمدی‌نژاد با شعار «زنده باد بهار» به تبلیغ برای مشایی می‌پرداخت و به تمجید او با توصیفاتی چون «خارق‌العاده و خردمند» و دارای «قلبی همچون آینه» پرداخت.
این همراهی بی‌سابقه دولت از نامزدهای انتخاباتی در تاریخ جمهوری اسلامی انتقادهای زیادی را برانگیخت. از جمله عباسعلی کدخدایی، سخنگوی شورای نگهبان، گفت این کار احمدی‌نژاد «عنوان مجرمانه» داشته و شورای نگهبان موضوع را به قوه قضاییه ارجاع داده است.

## استخدام‌های بدون ضابطه همفکران در روزهای پایانی
در روزهای پایانی کار دولت دهم، اکبر ترکان از مشاوران و نزدیکان روحانی، و فردی که مسئول هماهنگی امور بین دولت دهم و یازدهم در دوران انتقالی (۲۴ خرداد تا ۱۲ مرداد) بود، مرتباً خبر از استخدام‌های غیرقانونی در بدنه دولت دهم را اعلام می‌کرد و خواستار توقف این قبیل استخدام‌های بدون ضابطه بود. این استخدام‌ها غالباً در روزنامه ایران، نهاد ریاست جمهوری، سازمان میراث فرهنگی و … انجام شده بود. احمدی‌نژاد در دی ۱۳۹۰ نیز اقدام به استخدام ۱۵۰۰ نفر از کارمندان نهاد ریاست جمهوری کرده بود که با انتقادات فراوانی مواجه شد. اما ترکان اعلام کرد که آن استخدام را به رسمیت می‌شناسد، ولی استخدام‌هایی که بعد از ۲۴ خرداد ۱۳۹۲ صورت گرفته‌اند (در دوره انتقالی) از نظر دولت یازدهم غیرقانونی و لغو می‌شوند.

## تلاش بری ادامه حضور در قوه مجریه، پس از پایان دوران ریاست جمهوری
احمدی‌نژاد تلاش کرد در روز ۱ تیر ۱۳۹۲ (۱۷ روز مانده دولت دهم)، بخشنامه‌ای را به اجرا بگذارد که بر طبق آن در ساختمان نهاد ریاست جمهوری می‌بایست دفتری با عنوان «دفتر رئیس‌جمهوری سابق» بنیان‌گذاری شود که وظیفه آن ایجاد هماهنگی در خصوص اجرای مصوبات دولت‌های نهم و دهم در دولت یازدهم بود. سرپرستی این دفتر نیز بر عهده حمیدرضا بقایی گذاشته شده بود. این بخشنامه که منتقدان آن را به منزله تلاش احمدی‌نژاد برای حفظ برخی امتیازات دوران ریاست‌جمهوری‌اش قلمداد می‌کردند، با مخالفت و اعتراض نمایندگان مجلس شورای اسلامی و اطرافیان حسن روحانی، رئیس‌جمهور جدید مواجه شد و احمدی‌نژاد مجبور شد این بخشنامه را پس بگیرد.

## شب‌گردی برای یافتن امام زمان
احمد احمدی، عضو شورای عالی انقلاب فرهنگی فاش کرده که محمود احمدی‌نژاد از اعضای این شورا خواسته بود کوچه‌ها را برای یافتن امام زمان جستجو کنند. وی افزوده بخش قابل توجهی از جلسات این شورا از سوی احمدی‌نژاد به این قبیل اظهارنظرها اختصاص داشت و رئیس دولت دهم می‌گفت باید دربارهٔ زیارت «جامعه کبیره» بحث کنیم.